# Kinomania
Kinomania або Кіноманія також відома як Kinomania Film Distribution або Кіноманія Філм Дістріб'юшен — українська кінодистриб'юторська компанія, заснована у 2002 році як український підрозділ російського кінодистриб'ютора «Каро Премьер», член Американської торговельної палати в Україні. За підсумками 2017 року, частка компанії на українському кінопрокатному ринку була приблизно 15 %.

## Кіноманія

### Історія
Починаючи з заснування свого прокатного бізнесу, початкові власники Олександр Ткаченко та Сергій Тарута мали декілька кінопрокатних компаній зареєстрованих під різними іменами, які використовувалися для різних цілей, але всі вони de facto були однією компанією. Прокатник ТОВ Сінергія розпочав свою діяльність у листопаді 2000, ТОВ Кіноманія — у 2002 році, а ТОВ Галеон кіно Україна — у 2011 році. Галеон кіно Україна та Сінергія використовувалися своїми власниками для прокату переважно російських фільмів (але також невеликої кількості американських та європейських стрічок) студій не-мейджорів в Україні, в той час як прокатом кінострічок мейджора Warner Bros. в Україні займалася Кіноманія.
Кіноманія стала ексклюзивним дистриб'ютором фільмів кінокомпанії Warner Bros. Pictures (та інших кінокомпаній-підрозділів конгломерату Time Warner як от New Line Cinema) на території України з 2002 року (хоча після 2017 компанія стала стверджувати що ексклюзивним дистриб'ютором фільмів Warner Bros. вони стали лише в 2006).
Офіційно контракт з російською компанією «Каро Премьер» (представник Warner Bros. в Росії) та Кіноманія на прокат стрічок Warner Bros. в Україні було укладено 2002 року.
Власник B&H Films Distribution Богдан Батрух заявляв, що права на фільми Warner Bros. «Кіноманія» отримує не на пряму, а через росіян. І власники «Кіноманії», і гендиректор «Каро Прем'єр» Олексій Рязанцев заперечили ці дані.
Після 2016 року лише Кіноманія є активним учасником прокатного ринку України. Хоча офіційно ТОВ Сінергія та ТОВ Галеон кіно так ніколи й були ліквідовані своїми власниками як юридичні суб'єкти; Сінергія випустила в український прокат фільм останній раз у 2011 році, а Галеон кіно Україна випустили в український прокат фільм останній раз у 2016 році.
З 2019 року, окрім стрічок WarnerMedia, компанія також займається прокатом стрічок Disney в Україні.

### Офіційний дистриб'ютор
Kinomania є прямим/немрямим та ексклюзивним дистриб'ютором на території України таких всесвітньо відомих студій:
| Warner Bros. Discovery - Warner Bros., яка належить медіаконгломерату Warner Bros. Discovery (разом з підконтольною їй Warner Bros. Pictures, New Line Cinema, Warner Animation Group, HBO Films та DC Films). Починаючи з 2002 року компанія є непрямим (прокат здійснюється за посередництва російського кінодистриб'ютора «Каро Премьер») кінодистриб'ютором фільмів WarnerMedia. |
| Disney - Walt Disney Studios Motion Pictures International, яка поширює поза територією США фільми таких компаній, як Walt Disney Pictures, Walt Disney Animation Studios, Lucasfilm, Marvel Studios та Pixar Animation Studios. Починаючи з кінця 2019 року компанія є прямим кінодистриб'ютором фільмів Walt Disney Pictures International. - 20th Century Studios International, яка поширює поза територією США фільми таких компаній, як 20th Century Studios, 20th Century Animation, Blue Sky Studios, Searchlight Pictures, та New Regency Productions. Починаючи з 2020 року компанія є прямим кінодистриб'ютором фільмів 20th Century Studious International, після того як її придбала Disney. |

З 2017 року Кіноманія також здійснює кінотеатральний прокат фільмів незалежних іноземних кінокомпаній. З 2019 Кіноманія також здійснює кінотеатральний прокат фільмів незалежних українських кінокомпаній; першими українськими фільмом компанії став блокбастер Чорний ворон (2019). 

#### Хронологія зміни прокатних прав Kinomania

##### Прокатні права Warner Bros.: зв'язок з російським дистриб'ютором «Каро Премьер»
У 2006 році, коли в Україні запроваджували обов'язковий дубляж українською для кінопрокату, компанія виступала проти впровадження українського дубляжу в українських кінотеатрах, хоча й була нібито представником одного з «мейджорів», компанії «Warner Bros.» в Україні. Інші гравці ринку пояснювали це тоді тим що насправді Кіноманія не була прямим дистриб'ютором фільмів Warner Bros. в Україні, а була всього лише представником російської компанії «Каро Премьер» і відтак не виступала прямим дистриб'ютором стрічок Ворнерів в Україні. Також інші гравці ринку пояснували, що лише 50 % компаyії належить її українським власникам Сергію Таруті та Олександру Ткаченку — решта ж 50 % належать тій самій російській прокатній компанії «Каро Премьер». Самі ж власники «Кіноманії», як і гендиректор «Каро Прем'єр» Олексій Рязанцев, заперечували ці дані.

##### Прокатні права Disney: перехід від B&H до Kinomania
У 1995 році власник компанії B&H Богдан Батрух уклав екслюзивний контракт з компанією «Буена Віста Інтернешнл» (Disney). 2 жовтня 2019 року, після 24 років володіння правами Disney для України, прокатні права на прокат фільмів Disney та її дочірніх кінокомпаній на території України перейшли від B&H до Kinomania. Першою стрічкою українським прокатом якої займалася Kinomania стала стрічка Чаклунка 2: Володарка темряви (2019).

##### Прокатні права 20th Century Studious: перехід від UFD до Kinomania
Наприкінці грудня 2017 року стало відомо що один з 6 голлівудських мейджорів The Walt Disney Company оголосила про намір придбання іншого мейджора, 21st Century Fox, за майже $52 мільярди доларів. Відповідно для України це означає, що у майбутньому прокатником стрічок 21st Century Fox мала стати не UFD, а Kinomania (яка володіє правами на прокат стрічок Disney в Україні з жовтня 2019 року). Хоча співвласник UFD Андрій Дяченко наприкінці грудня 2017 року заявив в одному з інтерв'ю українським ЗМІ, що очікує що фактичні зміни у прокатних правах 21st Century Fox в Україні стануться не раніше як через рік, у 2019 році. 20 березня 2019 року стало відомо, що Walt Disney Company закрила угоду з придбання кінокомпанії 21st Century Fox за 71 мільярд доларів. Права на кінопрокат всіх фільмів 20th Century Studios в Україні остаточно перейшли від UFD до Kinomania у липні 2020 року; першим фільмом 20th Century Studios прокатом яких займалася Kinomania став блокбастер Кінгс мен 3 (2020).
Зв'язок з Топ Фільм Дистриб'юшн / Megogo Distribution / Global Film
Після створення власниками медіасервісу Мегого нового дистриб'ютора Megogo Distribution, прокатну діяльність на території України припинив Топ Фільм Дистриб'юшн. Прокатом фільмів нового дистриб'ютора Megogo Distribution в Україні почали UFD та Parakeet Film (володіючи виключно кінотеатральними правами). Пізніше UFD припинили співпрацю з Megogo Distribution. Натомість місце UFD зайняла Кіноманія, укладаючи угоди на театральний прокат фільмів. Після початку російсько-Української війни і закриття медіасервісу Мегого свого сервісу в Росії, дистриб'ютор Megogo Distribution змінив свою назву на MDfilm. У червні 2022 року топ менеджмент Megogo Distribution засновує нового дистриб'ютора фільмів Global Film. Першим фільмом в прокаті від Global Film став Банші (2022). Прокатом цього фільму, як і інших колись фільмів від Megogo Distribution, зайнялась Кіноманія, купивши права у "посередника" Топ Фільм Дистриб'юшн. Наступним фільмом від цього "тріо" став фільм Над Безоднею (2022). Станом на вересень 2022 року, в каталозі Кіноманія заявлений весь пакет фільмів від Global Film.

### Власники
У минулому співвласниками Кіноманії, так само як і Сінергії/Галеон кіно, були виконавчий директор телекомпанії 1+1 Олександр Ткаченко та Сергій Тарута.
Детальна інформація про власників Кіноманії до 2017 року:
| № | ПІБ                       | Відсоток власності |
| - | ------------------------- | ------------------ |
| 1 | Сергій Тарута             | 74.9 %             |
| 2 | Олександр Ткаченко        | 12.8 %             |
| 3 | Н. С. Планет Філмз (Кіпр) | 12.3 %             |

Після судової тяганини між Олександром Ткаченком та Сергієм Тарутою офіційні дані про власників ТОВ Кіноманія у 2017 році змінилися і кінцевим власником всіх 100 % акцій став Сергій Тарута (через своїх дочок/дружин Катерину та Тетяну Тарут):
| № | ПІБ                       | Відсоток власності |
| - | ------------------------- | ------------------ |
| 1 | Тарута Катерина Сергіївна | 55.5 %             |
| 2 | Тарута Тетяна Сергіївна   | 44.5 %             |

### Керівники
- 10.12.2018 — донині: Кирило Францкевич[24]
- 28.05.2016 — 10.12.2018: Людмила Буймистер[24]
- 2002 — 24.01.2015: Тетяна Коваль[25][26]

### Частка ринку (за виторгом)
Відповідно до даних Українського Кіно Посібника (англ. Ukrainian Film Guide) підготовленого Державним агентством України з питань кіно спільно з Національним центром Олександра Довженка у 2011/2012 роках, Kinomania має наступні позиції на ринку кінопрокату.
| № | Назва                       | Ринок у 2010       | Ринок у 2011       | Ринок у 2012       | Ринок у 2013         | Ринок у 2014         | Ринок у 2015            | Ринок у 2016            | Ринок у 2017               |
| 1 | B&H Film Distr. Company     | 43.2%              | 51%                | 48.9%              | 49.1%                | 41.4%                | 55.7%                   | 50.4%                   | 52.5%                      |
| 2 | Ukrainian Film Distribution | 20.5%              | 22.1%              | 21.5%              | 14.3%                | 26%                  | 22.8%                   | 23%                     | 21.9%                      |
| 3 | Kinomania                   | 16.6%              | 15.9%              | 9.63%              | 15%                  | 16%                  | 10.9%                   | 16.2%                   | 15.2%                      |
| 4 | MMD UA                      | 2.6%               | 4.68%              | 3.41%              | 7.75%                | 3.59%                | 3.8%                    | 1.8%                    | 1.7%                       |
| 5 | Вольга Україна              | <1 %               | <1 %               | 2.5%               | 3.6%                 | 4.1%                 | 4.3%                    | 2.7%                    | 5.7%                       |
| - | Решта                       | 17.1%              | 6.19%              | 14.1%              | 10.4%                | 8.88%                | 2.6%                    | 5.9%                    | 2.9%                       |
| - | Всього                      | 100                | 100                | 100                | 100                  | 100                  | 100                     | 100                     | 100                        |
| - |                             |                    |                    |                    |                      |                      |                         |                         |                            |
| - | К-сть стрічок у прокаті     | 166                | 242                | 259                | 327                  | 325                  | 292                     | 288                     | 294                        |
| - | К-сть відвідувачів          | 15 млн             | 17,2 млн           | 19,6 млн           | 20.4 млн             | 20,1 млн             | 21,16 млн               | 24,2 млн                | 28,9 млн                   |
| - | Середня ціна квитка         | ₴41                | ₴43                | ₴43                | ₴43                  | ₴47                  | ₴57                     | ₴67                     | ₴77,08                     |
| - | Касові збори                | ₴614 млн ($77 млн) | ₴720 млн ($90 млн) | ₴800 млн ($100 млн | ₴ 820 млн ($106 млн) | ₴943 млн ($80,4 млн) | ₴1.2 млрд. ($54,58 млн) | ₴1.70 млрд. ($63,8 млн) | 2,23 млрд грн. ($85,8 млн) |
| - | К-сть кінотеатрів           | 156                | 164                | 167                | 186                  | 167*                 | 152*                    | 160*                    | 181*                       |
| - | К-сть кіноекранів           | 350                | 370                | 376                | 443                  | 420*                 | 438*                    | 460*                    | 513*                       |
| - | % українського озвучення    | 65.6 %             | 65.2 %             | 65.7 %             | 69.3 %               | 65.5 %               | 84.8 %                  | 88.0 %                  | 87.5 %                     |
| *В зв'язку з окупацією Криму та Сходу України російськими військами, починаючи з 2014 року фактично в Україні функціонувало менше кінотеатрів: Україна втратила 22 кінотеатри де загалом розміщувалося 45 кіноекранів (без окупації у 2014 Україна б мала 189 кінотеатрів де розмішувалося б 465 кіноекранів) |                             |                    |                    |                    |                      |                      |                         |                         |                            |

### Колишні Лого

Логотип Кіноманії до 2015 року
Логотип Кіноманії у 2015-2016 роках
Логотип Кіноманії з 2016 року

### Скандали

#### Санкції МЕУ— тимчасова запинка зовнішньоекономічної діяльності
19 липня 2011 року Міністерство економіки України прийняла наказ № 591 «Про застосування спеціальної санкції — тимчасового зупинення зовнішньоекономічної діяльності — до суб'єктів зовнішньоекономічної діяльності України» до якого потрапило і ТОВ «Кіноманія». Через місяць, 19 серпня 2011 року, наказ було скасовано в частині застосування спеціальної санкції по відношенню до ТОВ «Кіноманія» згідно з Наказом Міністерства економічного розвитку і торгівлі № 694.

#### Прокат голлівудських стрічок у Криму після анексії півострова Росією
У березні 2014 року найбільші кінокомпанії США, як наприклад Paramount Pictures, Sony Pictures, Universal Pictures, та 20th Century Fox заявили, що відмовляються передавати російським дистриб'юторам права на прокат своїх фільмів у Криму.
Але вже 2015 компанія Warner Bros. (рос. прокатник «Каро Премьер», за посередництва якої українська Kinomania отримує стрічки Warner Bros. для України) через свого офіційного представника в Росії Олексія Рязанцева повідомила, що вже з весни 2014 року компанія випускає стрічки Warner Bros. у Криму, оскільки з весни 2014 року кримські кінотеатри відображаються в російському держреєстрі як «російські компанії». Згодом у серпні 2019 року журналісти Радіо свобода з'ясували що насправді станом на 2019 рік фільми вже всіх голлівудських мейджорів відновили прокат в Криму, зокрема це голлівудські фільми Universal Pictures (рос. прокатник Universal Pictures Russia), Disney та Sony Pictures (рос. прокатник Walt Disney Studios Sony Pictures Releasing CIS), 20th Century Fox (рос. прокатник 20th Century Fox CIS), Warner Bros. Pictures (рос. прокатник «Каро Премьер») та Paramount Pictures (рос. прокатник Централ Партнершип); крім цього малі голлівудські студії, чиї фільми в Росії дистрибутують «Наше кино» та «Volga», також відновили прокат своїх фільмів в Криму; всі ці голлівудські компанії незаконно демонструють іноземні фільми в Криму з російським, а не українським дубляжем. Крім того великі західні компанії з преміум-кінотеатрів, зокрема IMAX, також відновили діяльність у Криму й там незаконно демонструються іноземні фільми в форматі IMAX з російським, а не українським дубляжем.

#### Проблеми між акціонерами у 2015
5 лютого 2015 року представник Warner Bros. Джек Горнер повідомив, що українську прем'єру «Піднесення Юпітер» (та інших фільмів Warner Bros.) було відкладено на невизначений термін. Він лаконічно зазначив, що компанія «знову почне прокат фільмів в Україні, коли внутрішні проблеми ліцензіата буде вирішено». 6 квітня 2015 року стало відомо, що конфлікт у компанії Кіноманія завершився і відповідно Warner Bros. відновлює кінопрокат в Україні. Кіноманія, що володіє ексклюзивними правами на прокат фільмів Warner Bros. в Україні, призначила нові дати прем'єр для фільмів Фокус (7 травня, 2015) та Піднесення Юпітер (4 червня, 2015). Прокат стрічок Американський снайпер та Втеча в ніч було скасовано.
У жовтні 2015 року стало відомо, що конфлікт між спів-власниками Кіноманії, Сергієм Тарутою та Олександром Ткаченком, нібито вичерпано. Warner Bros. Pictures уклала з Кіноманією додаткову угоду, яка дає компанії можливість продовжити право бути ексклюзивним партнером Warner Bros. в Україні. У грудні 2015 року стало відомо про позов кіпрської компанії «Н. С. Планет Філмз Лтд» до української компанії ТОВ «Кіноманія» про визнання недійсною додаткової угоди до контракту Кіноманії з Warner Bros. від жовтня 2015 року у зв'язку з тим, що у вищезгаданій угоді між ТОВ Кіноманія та Warner Bros. Сергія Таруту не включили у список осіб пов'язаних з ТОВ Кіноманія, хоча він й підпадає під визначення «Government Officials» оскільки є членом українського парламенту (депутат VII скликання Верховної Ради України). Розгляд справи було призначено на 25 лютого 2016 року.

## Сінергія Україна / Галеон Кіно Україна
Galeon Kino Ukraine / Галеон кіно Україна (2011—2016) Cinergia / Сінергія (2000—2011) — у минулому незалежний кінодистриб'ютор що займався випуском у прокат фільмів від кіностудій не-мейджорів.

### Історія
Прокатник Сінергія Україна розпочав свою діяльність у листопаді 2000 року як ТОВ Сінергія, але у 2011 році компанія переформатувалася у ТОВ Галеон кіно Україна. Галеон кіно Україна/Сінергія Україна використовувалися своїми власниками, Сергієм Тарутою та Олександром Ткаченком, для прокату переважно російських (але також французьких, українських тощо) фільмів студій не-мейджорів в Україні, в той час як прокатом кінострічок Warner Bros. в Україні займалася Кіноманія. Останній раз Сінергія випускали в український прокат фільм у 2011 році. Останній раз Галеон кіно Україна випускали в український прокат фільм у 2016 році.
Прокатник Галеон Кіно Україна розпочав свою діяльність у 2011 році з успішного прокату в Україні російських фільмів «Висоцкій. Дякуємо, що живий» (2011) та «Іван Царєвіч та Сірий Вовк» (2011).

### Власники
Співвласником Сінергії/Галеон кіно, так само як і Кіноманії, були виконавчий директор телекомпанії 1+1 Олександр Ткаченко та бізнесмен Сергій Тарута.

### Колишні лого

Логотип Сінергії
Галеон кіно

## Зауваги
1. ↑  У 2014 році Universal Pictures підписвали конракт з Legendary Pictures на дистриб'юцію більшості фільмів Legendary Pictures компаією Universal. Але у 2015 році Legendary підписали окрему екслюзивну угоду з Warner Bros на виробництво та прокат фільмів з франшизи «гігантських монстрів» (Кінг Конг, Ґодзілла тощо); деталі тут (англ.) [Архівовано 5 листопада 2015 у Wayback Machine.]
2. 1 2 3 4 5 6 7  Дані Media Resources Management (MRM)
3. ↑  У 2017 точні річні дані по касовим зборам було надано лиши 5-ма найбільшими прокатниками України: B&H, UFD, Kinomania, Volga Ukraine та MMD, що загалом випустили в прокат у 2017 році 187 унікальних фільмів (включно з тими що вийшли у прокат ще у 2016 році, але також мали прокат і у 2017). Всього у 2017 в український прокат вийшло 294 стрічки. Для всіх решти було використано дані MRM у ~2,9% ринку у 2017 році[33]
4. ↑  Зверніть увагу, дані по зборам Kinomania для 2010-2016 років є сумою загальних зборів для Kinomania, Синергії та Галеон кіно; починаючи з 2017 Синергія/Галеон де-факто не працюють, оскільки не випустили в український прокат жодного фільму
5. ↑  Частка Вольга України у 2010-2014 роках є приблизною, оскільки відсутні точні дані річних касових зборів цього кінодистиб'ютора за ці роки (у статистиці кіноекспертів "Вольга Україна" тоді входила до "решта дистриб'юторів")
6. ↑  Кількість фільмів кінопрокату, що мали дублювання або багатоголосе озвучення українською